# Joe Avezzano
Joe Avezzano (Yonkers, 17 novembre 1943 – Milano, 5 aprile 2012) è stato un allenatore di football americano e giocatore di football americano statunitense.
È scomparso a Milano nel 2012 all'età di 68 anni, a causa di un attacco cardiaco mentre si allenava su un tapis roulant

## Carriera da giocatore
Avezzano ha giocato con buoni risultati nel College a Florida State University nel ruolo di centro. Nella NFL è stato scelto dai Boston Patriots indossando in seguito la maglia n. 50 in tre partite della stagione 1966. Nel 1967 è stato inserito nel roster "pre stagionale" dei Pittsburgh Steelers.

## Carriera da allenatore
Avezzano ha cominciato la carriera d'allenatore alla Washington High School a Massillon, Ohio, passando nel 1968 alla prestigiosa Florida State University e successivamente, dal 1969 al 1972, a Iowa State. Con l'incarico di responsabile dell'attacco contribuisce dal 1973 al 1976 ai successi della University of Pittsburgh che culminano nel titolo nazionale del 1976. Dal 1977 al 1979 è offensive coordinator alla University of Tennessee.
Nel 1980 Avezzano viene assunto alla Oregon State University dove ottiene il primo incarico di capo allenatore della sua carriera.  Questo periodo con i "Beavers" non fu però particolarmente fortunato. Nei 5 anni trascorsi a OSU ottenne un record complessivo di 6-47-2 venendo licenziato al termine della stagione 1984.
Il successivo incarico di Joe Avezzano fu quello di allenatore della linea d'attacco alla Texas A&M nel quadriennio 1985-1988 durante il quale gli Aggies vinsero tre titoli della Southwest Conference e due Cotton Bowl Classic. Grazie all'ottimo lavoro svolto Avezzano ricoperse anche il ruolo di offensive coordinator alla Texas A&M nel 1988.

### Dallas Cowboys
Nel 1990 Avezzano raggiunse la NFL venendo ingaggiato da Jimmy Johnson con l'incarico di allenatore degli special team dei Dallas Cowboys. Grazie al suo lavoro nel 1991 i Cowboys primeggiavano nella NFL per punti segnati dagli special team (20) e per percentuale su ritorni di kickoff (21,7 yarde) Inoltre i texani avevano un giocatore tra i primi tre in classifica per yarde ritornate su punt e kick off: fatto mai successo fino allora nella storia della franchigia.
Nel 1998 i Dallas Cowboys erano una delle due sole squadre della NFL ad essere state capaci di posizionarsi tra le prime 12 nelle quattro principali statistiche relative al gioco su calcio (kicking game categories) inclusa quella su ritorno di kickoff operato dagli avversari (16,5 yarde concesse di media): fatto che fruttò ad Avezzano il suo terzo titolo di miglior allenatore degli special team dell'anno. Esaltando il concetto di special team Avezzano vinse nel 1993 il secondo titolo di NFL Special Teams Coach of the Year. La curiosità consiste nel fatto che in quell'anno Dallas, oltre che a vincere il Superbowl, fu capace d'issarsi nei primi 10 posti nelle quattro maggiori classifiche relative al "kicking game". La cosa diede ulteriore fama a Joe Avezzano che ormai veniva considerato un autentico "guru" nel proprio settore.
Nel 2002 Avezzano ricoprì il doppio ruolo d'allenatore degli special team dei Dallas Cowboys e di capo allenatore dei Dallas Desperados dove rimase fino al 2003. Con la franchigia della AFL colse un record di 17-13 ottenendo un titolo divisionale e due apparizioni nei play off. Con l'avvento nel 2003 di Bill Parcells, quale capo allenatore, Avezzano lasciò i Dallas Cowboys dopo una permanenza durata 12 anni.

### Oakland Raiders
Nello stesso anno fu assunto dietro indicazioni di Norv Turner, con il quale aveva lavorato a Dallas dal 1991 al 1993, come allenatore degli special team degli Oakland Raiders. In California restò fino al 2005, data che coincise con il licenziamento dello stesso Turner.

### Seamen Milano
Nel 2011, con grande scalpore, Joe Avezzano ha annunciato il suo ingaggio come capo allenatore ad opera dei Seamen Milano, formazione che disputa la massima serie italiana (IFL). Avezzano diviene così il primo allenatore con trascorsi nella NFL ad arrivare in Italia.

### Record
Avezzano è il solo allenatore nella storia della NFL ad avere vinto tre titoli di miglior allenatore dell'anno degli special team. La sua squadra ha saputo primeggiare nelle statistiche di ritorno di punt, ritorno di kick off e protezione su ritorno di punt e kick off. Per le statistiche i Dallas Cowboys, sotto la sua direzione, hanno bloccato 23 calci e ritornato in touchdown 18 kickoff/punt.

## Fuori del football
Avezzano era membro della Delta Tau Delta fraternity.
Era proprietario del "Coach Joe's" bar and grill a Frisco, Texas. Il ristorante, aperto nel 2007, si trova di fianco al "Randy White's Hall of Fame BBQ" , locale di proprietà dell'ex giocatore dei Dallas Cowboys Randy White.